# Матвійова радість
«Матвійова радість» (рос. «Матвеева радость») — радянський художній фільм 1985 року, знятий режисером Іриною Поплавською на кіностудії «Мосфільм».

## Сюжет
Фільм присвячений «суднобудівникам та морякам, будівельникам храмів, будинків та кораблів, усім терплячим талантам, які залишалися безіменними...». Дія відбувається в кінці 19 століття на півночі, на Білому морі. Сироті Матвію ще 12 років. Здібності хлопця помічає майстер-корабел Тектон, який бере до себе в артіль, де він вивчає столярну справу.

## У ролях
- Регімантас Адомайтіс — Тектон, майстер
- Борис Галкін — Матвій
- Микола Трофімов — Зубов
- Наталія Єгорова — Марія
- Василь Кривун — Матвій, в дитинстві
- Майя Булгакова — Самохвалиха
- Геннадій Фролов — Рядник
- Вадим Курков — Лічутін
- Альгірдас Латенас — Василь
- Сергій Павлов — Олаф
- Іван Данилов — Устьян Бородатий
- Віктор Крючков — Губін
- Михайло Брилкін — Євграф
- Коля Івакін — Альошка
- Віталій Матрьонін — Колька
- Сергій Плотников — епізод
- Валерій Носик — швець
- Євгенія Ханаєва — епізод
- Олександр Лебедєв — писар
- Володимир Грамматиков — епізод
- Борис Бачурін — епізод
- Любов Соколова — епізод
- М. Ведьохін — епізод
- Володимир Землянікін — Шариков, матрос
- Інна Виходцева — епізод
- М. Андронов — епізод
- Олександра Данилова — господарка будинку
- Валерій Дранніков — епізод
- В. Россаткевич — епізод
- Ритта Желєзова — епізод
- А. Рикова — епізод
- В. Іванушкін — епізод
- Олександр Сажин — епізод
- Володимир Кузнецов — Афоня
- Сергій Смирнов — епізод
- Володимир Маренков — епізод
- Андрій Щукін — дядько Кузьма
- Геннадій Подшивалов — Пенда
- Саша Долгов — епізод
- Олена Стрекаловська — епізод
- Сергій Кисличенко — купець
- Федір Румянцев — студент
- Ігор Савкін — матрос

## Знімальна група
- Режисер — Ірина Поплавська
- Сценаристи — Ірина Поплавська, Василь Соловйов
- Оператор — Володимир Папян
- Композитор — Кирило Волков
- Художники — Анатолій Кузнецов, Павло Сафонов